# Ґюллюк
Ґюллюк (тур. Güllük; колишня назва до 1933 року була Кюллюк, тур. Küllük) — поселення на березі затоки Мандалія, яке має статус району в муніципалітеті Мілас провінції Мугла, в Егейському регіоні, що в південно-західній частині Туреччини. Хоча це околиця муніципалітету Мілас, воно має вигляд містечка. Це курортний регіон із спокійною атмосферою, який контрастує з галасливим Бодрумом.
17 грудня 1986 року село Ґюллюк отримало статус муніципалітету, а 12 листопада 2012 року стало районом в муніципалітеті Мілас провінції Мугла за законом No 6360, який був прийнятий Великими національними зборами Туреччини.

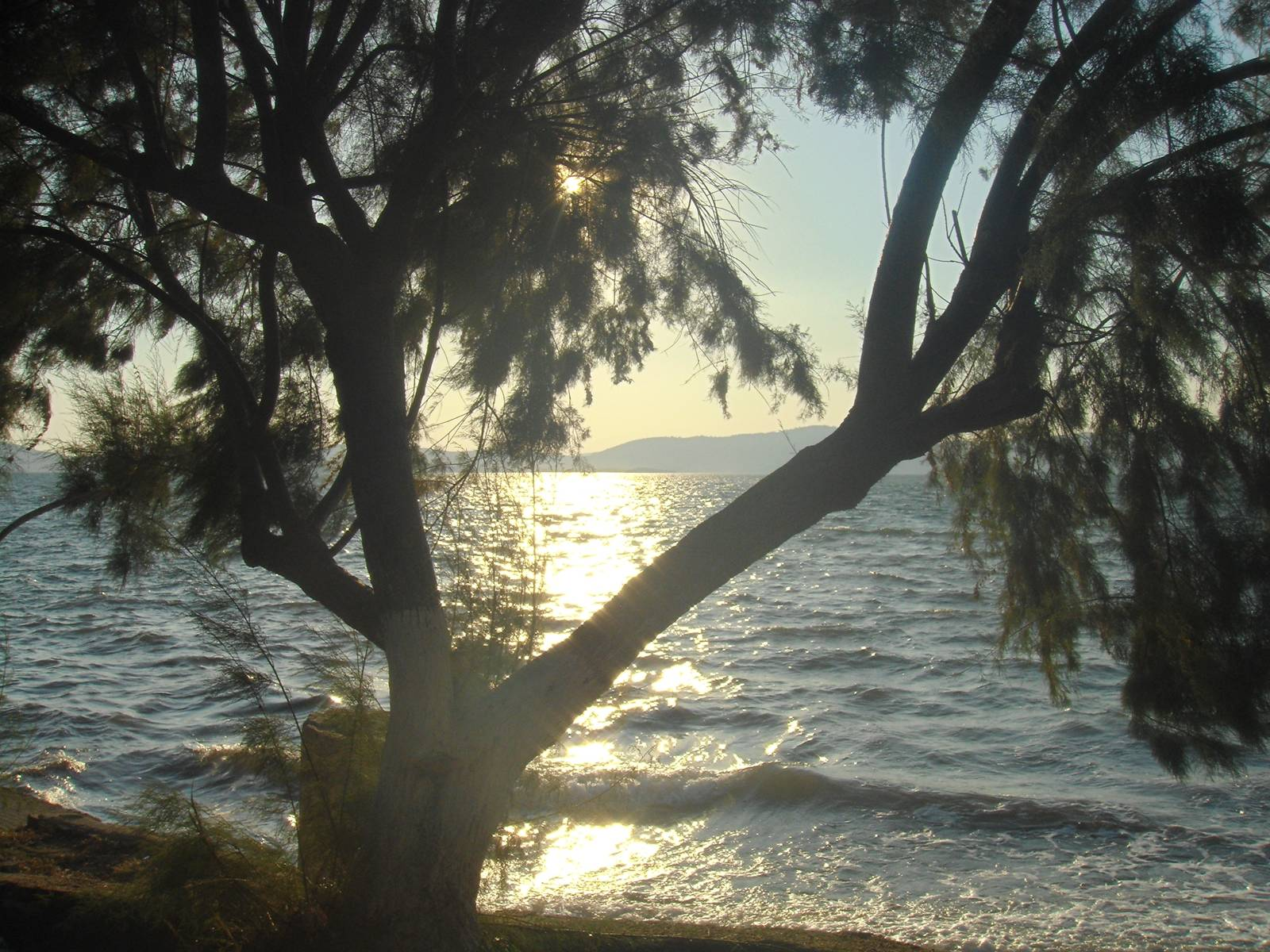

## Географія
Ґюллюк розміщений на віддалі 12 км від розв'язки на автомобільній дорозі Мілас — Бодрум. Це прибережне поселення на березі однойменної затоки, (затоку Ґюллюк також називають затокою Мандалія).
Берег затоки Мандалія помережений невеликими бухтами, що є характерним для Егейського регіону. Невисокі височини, що тягнуться перпендикулярно до моря, створюють приємні пейзажі покриті кущовою рослинністю. Однак є соснові гаї, де можна влаштувати пікнік. Води затоки омивають острови: Великий острів (Buyuk Adasi), острів Метелик (Metelik Adasi), острів Зірат (Ziraat Adasi), острів Саліг.
Морська вода не є такою солоною, як в Середземному морі, ані навіть такою солоною, як в Мармуровому або Чорному морях. Протягом купального сезону найтепліша вода буває саме в Ґюллюці.

## Історія

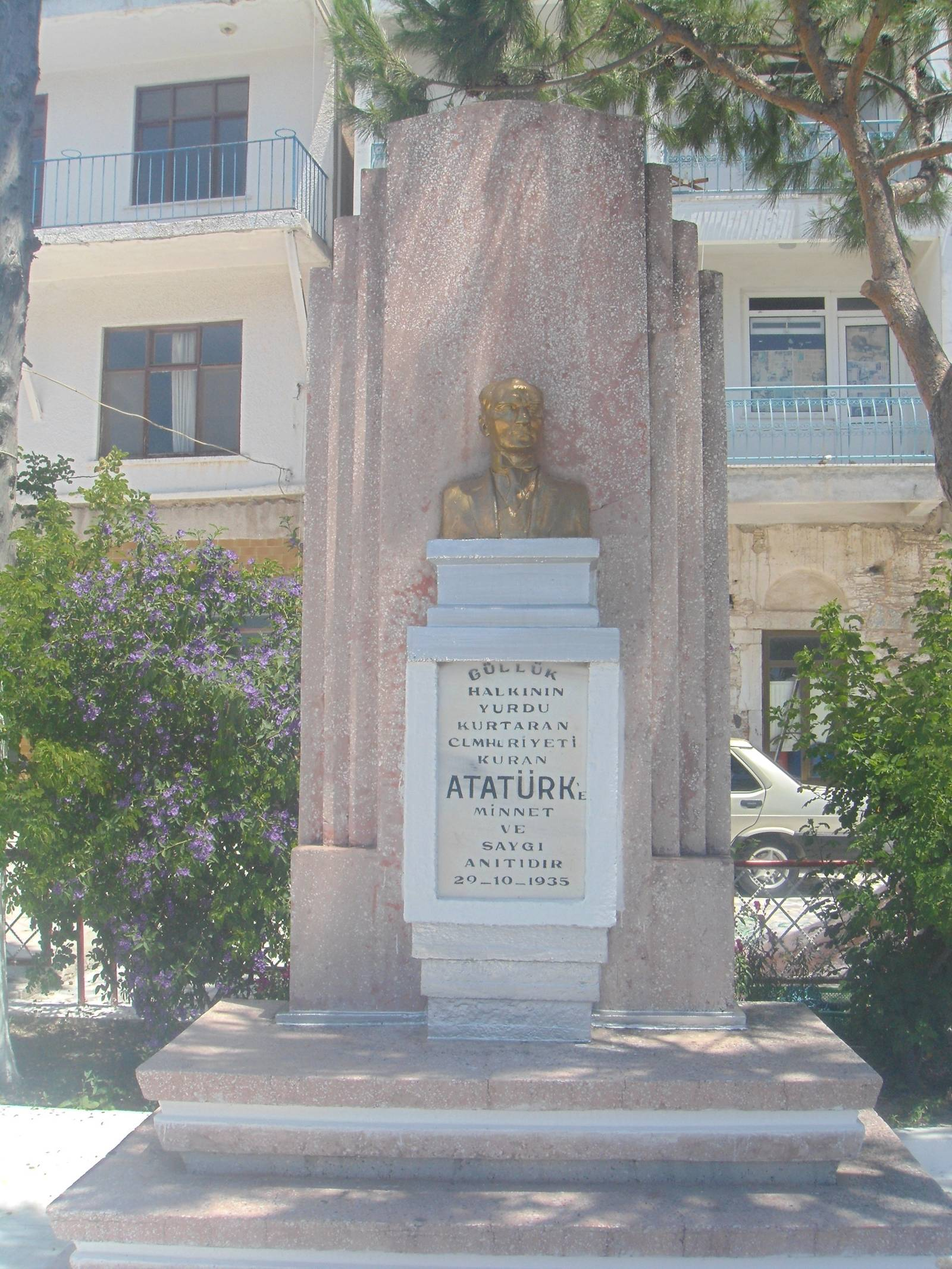
Пам'ятник
Мустафі Кемалю Ататюркові

Перші відомості про історію Ґюллюка (колишнього Кюллюку) отримані з візантійських джерел. Хоча невідомо, яким на той час було поселення, яке здебільшого називають рибальським селом, вважається, що це продовження сьогоднішнього Міласа.
Імпортно-експортний грецький порт Кюллюку складався зі складських будівель і кількох будинків, побудованих грецькими купцями. Сьогодні багато з цих складів використовуються як крамниці, кав'ярні та ресторани. Після війни за незалежність турецькі сім'ї з Криту, Косу та Пелопоннесу оселились у місті в результаті переїзду турків, що проживали в Греції, та грецьких громадян, які мешкали в Кюллюку. Крім того в наступні роки багато кочових сімей йеруків оселилися в цих місцях. 29 жовтня 1935 року в селі Ґюллюк було встановлено погруддя Ататюркові.

## Легенда про Гермію

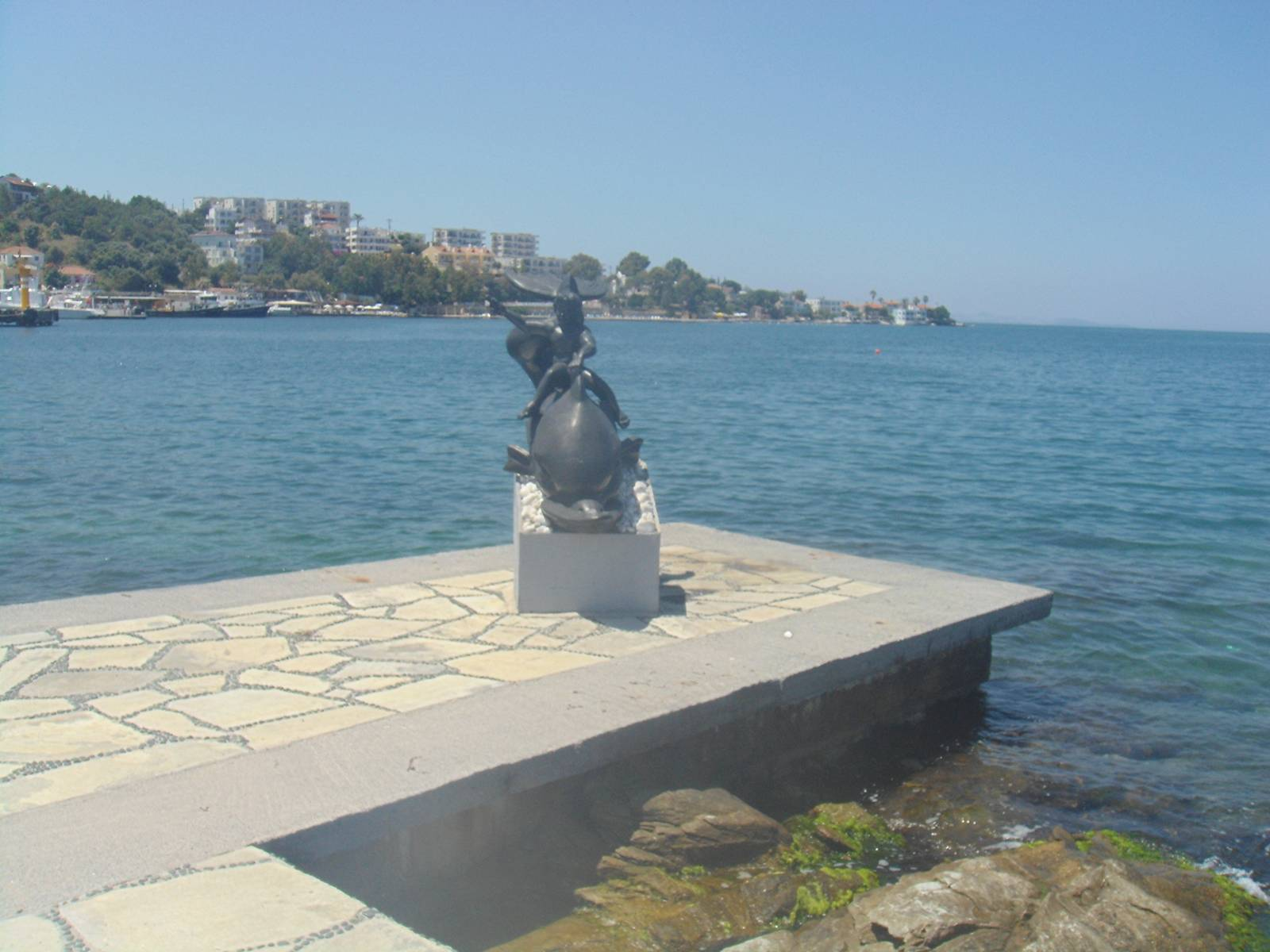
Гермія та дельфін

Гюллюк, про який розповідають унікальні кам'яні будиночки, кам'яні вулиці та різноманітна риба, став популярним у Туреччині після того, як місцеву легенду про хлопчика Гермію та дельфіна описав відомий письменник Чеват Чакір Кабачачлі. Хоча кажуть, що легенда відбувається в древньому місті Ясос, яке розміщене на протилежному березі затоки Ґюллюк. За даними багатьох письмових джерел, дуже ймовірно, що легенда про Гермію пов'язана з тим, що Ґюллюк мав розвиненіше поселення, ніж Ясос, і що географія місцевості, про яку розповідається в легенді, була подібна до Ґюллюка.
Чеват Чакір Кабачачлі, після зустрічей з видатними жителями регіону та досліджень, які він провів у Ґюллюці, зробив висновок, що події в легенді відбувалися саме тут, і оголосив про це своїм читачам у книзі «Анатолійські легенди» (1954).

## Порт і кораблі

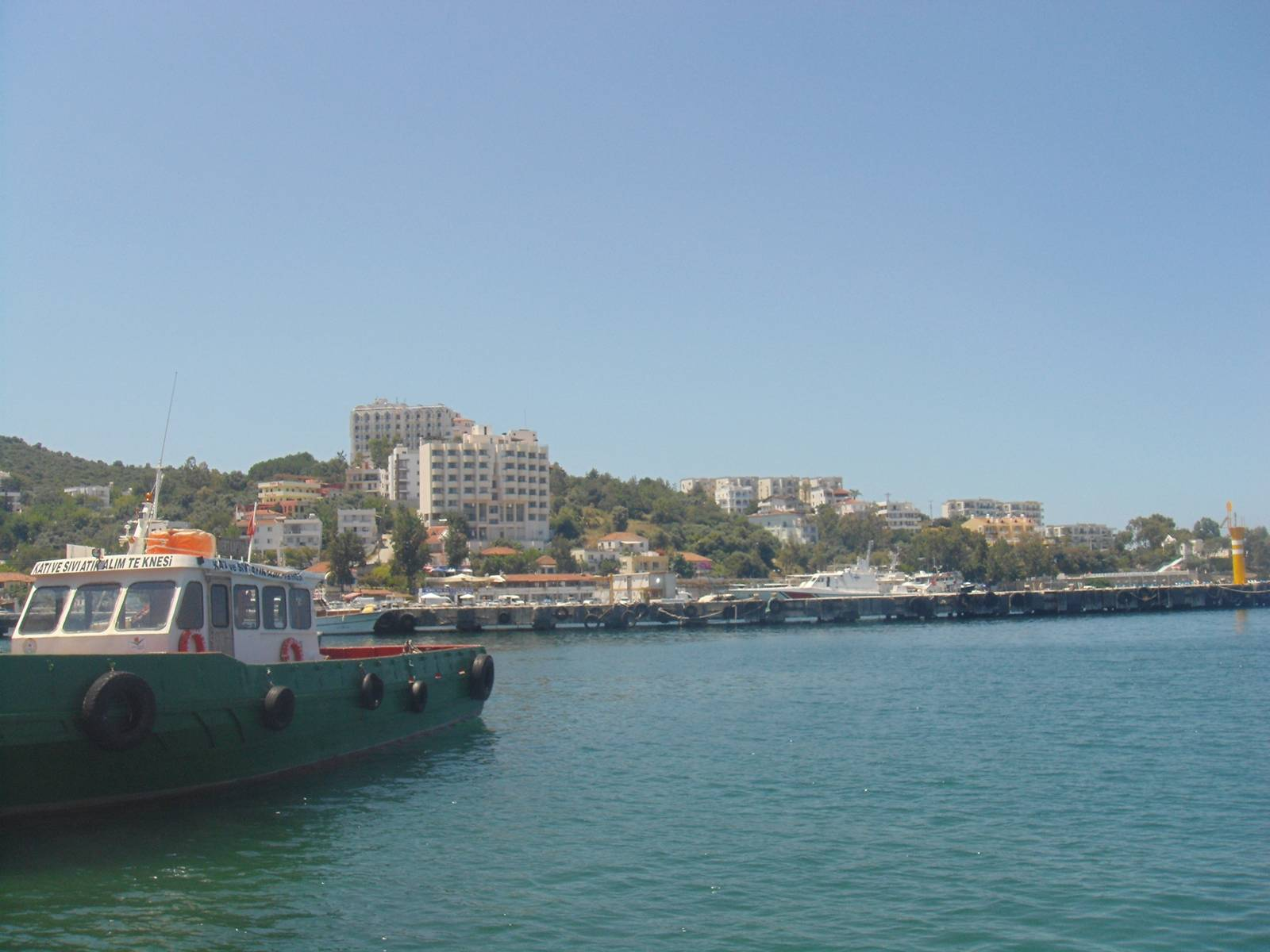

Ґюллюк — портове містечком. Порт Ґюллюка досить розвинений, тим більше, що він є пунктом, звідки з околиць вивозять запаси бокситів і польового шпату. Окрім порту, риболовля та туризм є важливими сферами діяльності та засобів для існування.
Поблизу поселення у морі та в неглибоких лагунах водиться велика кількість риб: дорада, морський окунь, саргоз, коралові поліпи, луфар, кефаль, камбала, ставрида, пеламіда, вугроподі́бні та багато інших видів. Крім того в більшості навколишніх бухт існують рибні ферми, де вирощують дорад та морських окунів.
З туристичної точки зору, Ґюллюк привертає увагу своїми туристичними об'єктами та віллами на пагорбах, що підіймаються відразу з узбережжя.

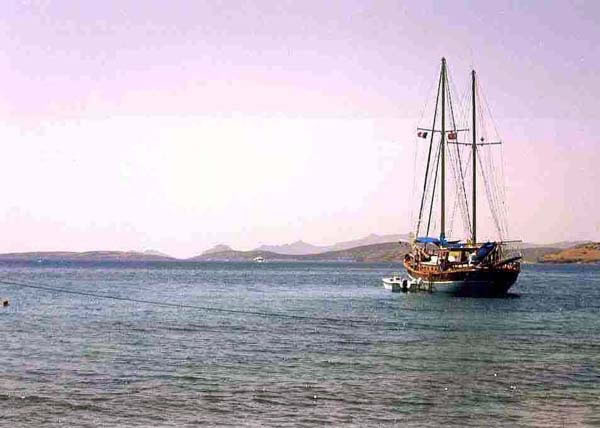

Спорудження унікальних для регіону вітрильників-гулетів вперше було зроблено в Ґюллюку Мехметом Уявом, сином капітана Намі. Саме він підготував перших майстрів, які виросли в Бодрумі та почали будувати дерев'яні човни. Він і тепер відомий як майстер майстрів. Його син Алі Уяв також продовжив цю професію. Померши у віці 47 років, він залишив цю професію своєму синові Мустафі Уяву. Пізніше прєднався його старший брат Мехмет Уява, і два брати будували човни безпрецедентних розмірів і краси, поки їхні шляхи не розійшлися. 
Їхні нащадки і тепер перебувають у перших рядах будівничих гулетів у поселеннях Ічмелері (İçmeler), Ґюмбеті (Gümbet), Ортакенті (Ortakent), Ялікаваку (Yalıkavak) та Тавшанбурну (Tavşanburnu) в межах району міста Бодрум.

## Примітки

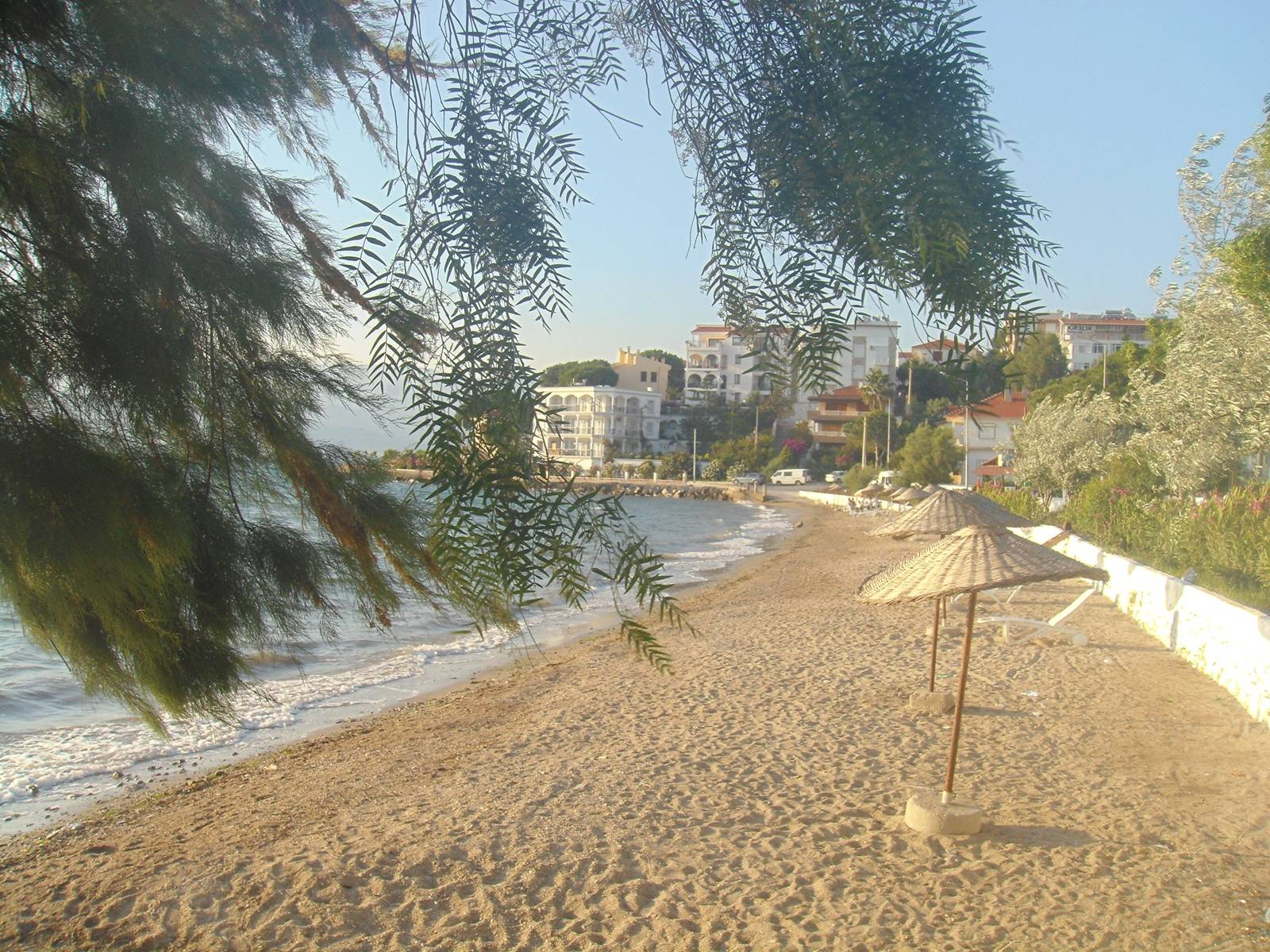
Пляж в Ґюллюці

## Фотогалерея

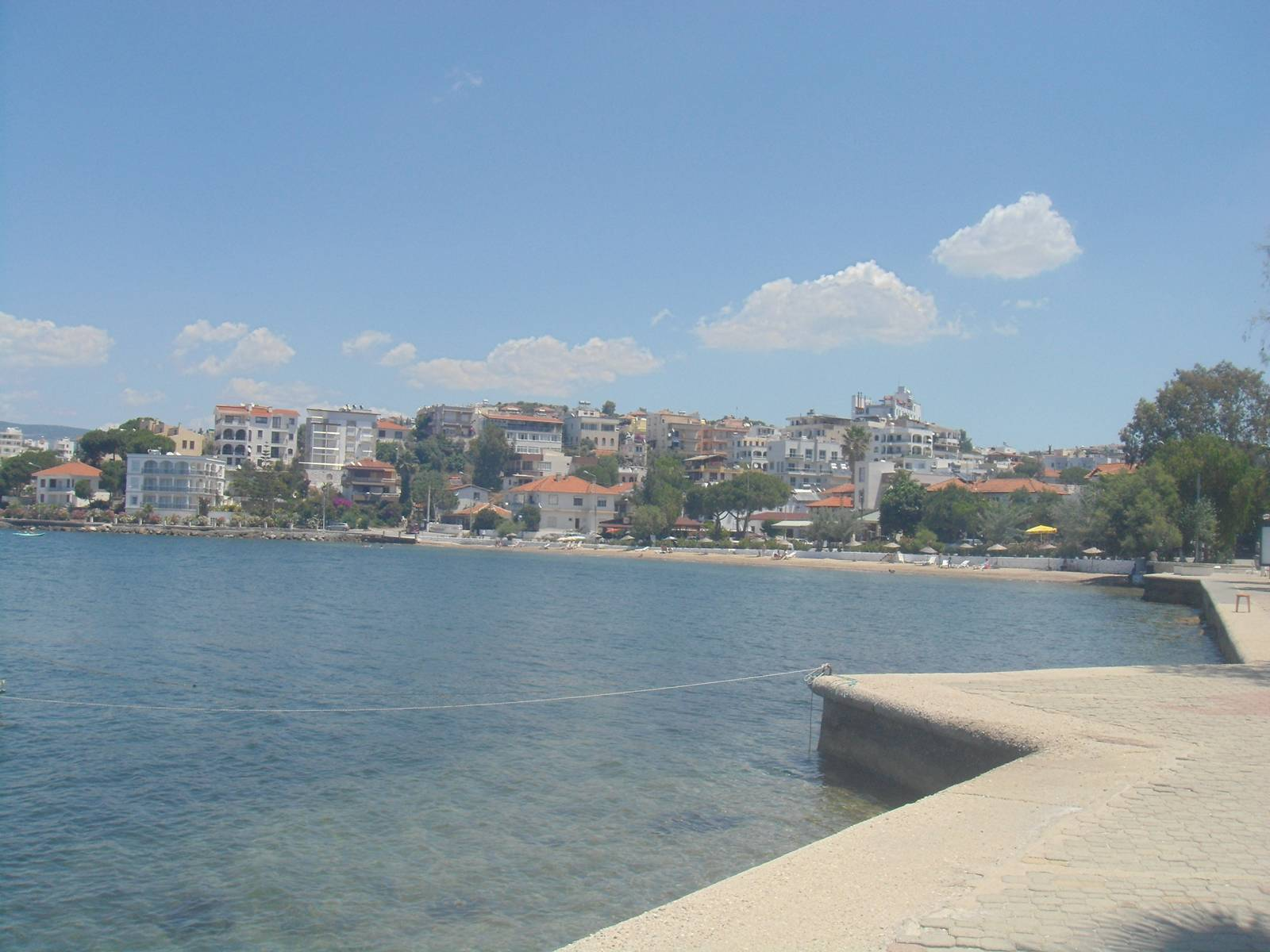
Пляж Ґюллюк
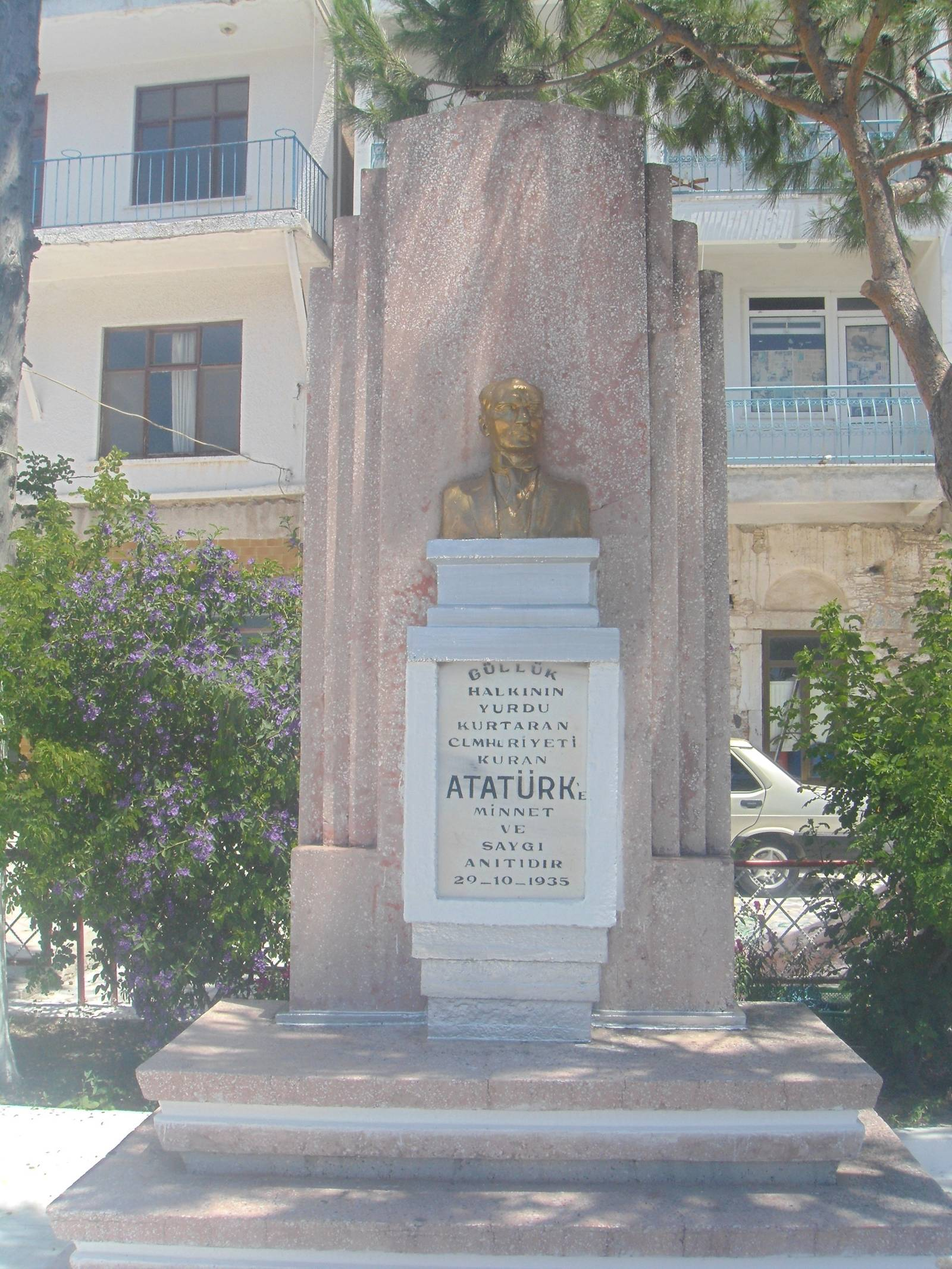
Пам’ятник Ататюрку
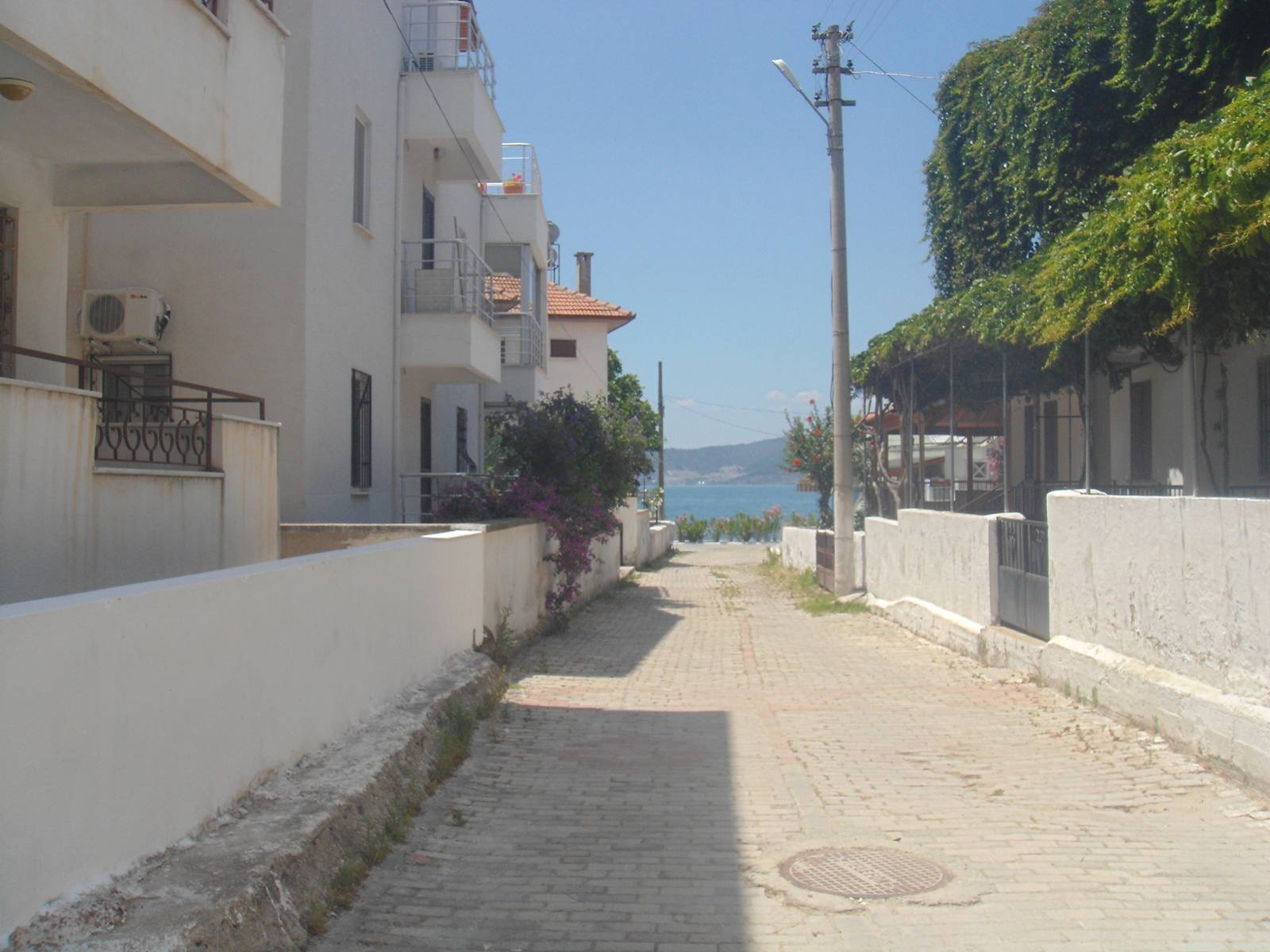
Вулиця в Ґюллюці
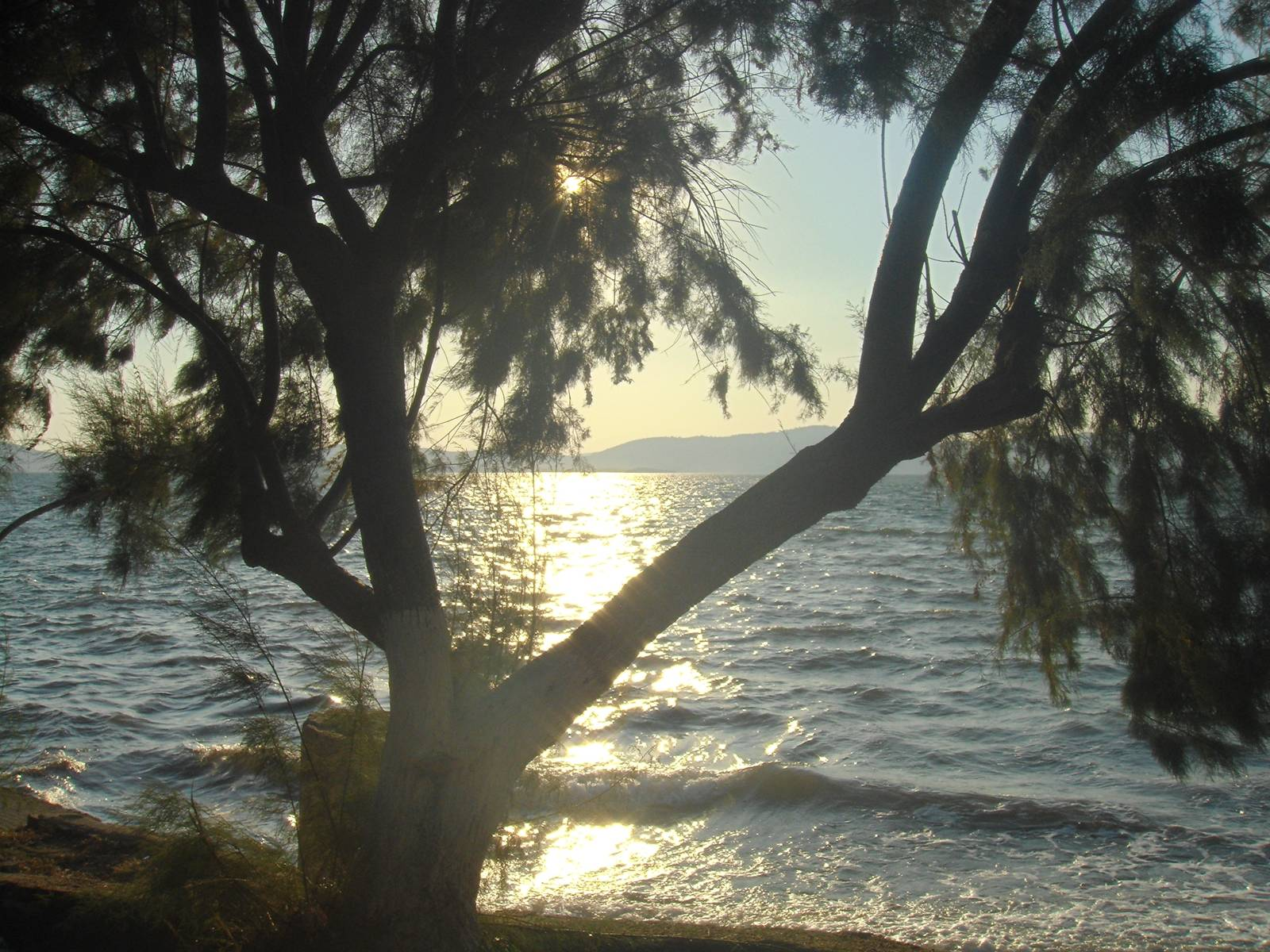
захід сонця в Ґюллюці
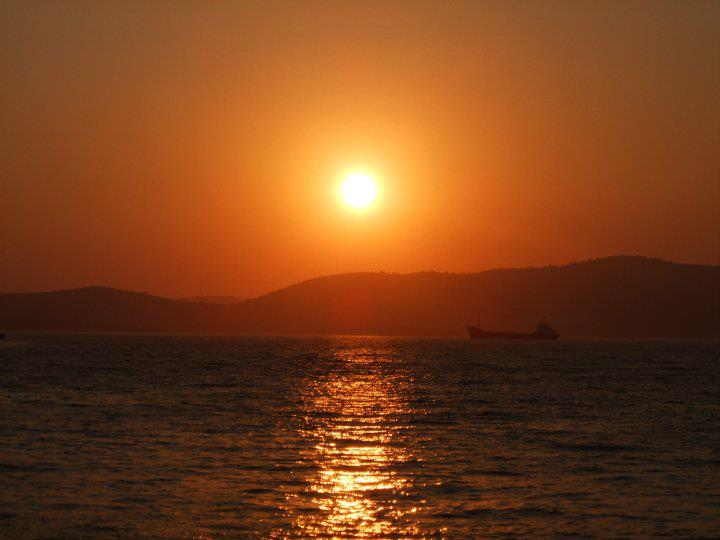
захід сонця в Ґюллюці